# Xã Salem, Quận Westmoreland, Pennsylvania
Xã Salem (tiếng Anh: Salem Township) là một xã thuộc quận Westmoreland, tiểu bang Pennsylvania, Hoa Kỳ. Năm 2010, dân số của xã này là 6.623 người.